# Beispieldomain
Die Beispieldomains example.com, example.edu, example.net sowie example.org sind Second-Level-Domains und example, invalid sowie test sind Top-Level-Domains, die von der Internet Assigned Numbers Authority als Platzhaltername reserviert sind. Sie können daher nicht von Dritten beansprucht werden und dienen vor allem als Beispieldomains in Anleitungen, Dokumentationen oder Handbüchern. Die Reservierung der Beispieldomains erfolgt auf Grundlage eines „Best Current Practice“-Dokuments der Internet Engineering Task Force.

## Schutz durch die IANA
Durch die Reservierung stellt die Internet Assigned Numbers Authority (IANA) die Domains auch für die Verwendung in Softwaredokumentationen und Gebrauchsanleitungen zur Verfügung. Verfasser solcher Gebrauchsanleitungen können sich daher sicher sein, dass sie eine Domain zur Veranschaulichung wählen, die nicht zu einer real existierenden oder mit dem Subjekt der Anleitung im Zusammenhang stehenden Organisation führt. Wenn Leser der Gebrauchsanleitung diese Domain aufrufen, weil sie den Mustercharakter des Verweises in der Anleitung nicht erkannt haben, werden sie darauf hingewiesen, dass es sich lediglich um ein Beispiel handelt.
Der Aufruf einer dieser Domains in einem Webbrowser weist auf diesen Zweck explizit hin:

“This domain is for use in illustrative examples in documents. You may use this domain in literature without prior coordination or asking for permission.”

„Diese Domain ist zur Verwendung in illustrativen Beispielen in Dokumenten bestimmt. Sie können diese Domain in der Literatur ohne vorherige Abstimmung oder Erlaubnis verwenden.“

Auch für Hinweise im Rahmen eines Anmeldevorgangs auf einer Website können Adressen wie „benutzername@example.com“ genutzt werden. Eine solche Adresse zeigt dem Nutzer beispielhaft die richtige Formatierung, in der er seine eigenen Daten eingeben muss.

## Gegenbeispiel
In Dokumentationen oder Handbüchern können sich Beispieldomains finden, die von Personen oder Unternehmen registriert sind. Die Verwendung dieser Domains ist dahingehend kritisch zu sehen, als dass der Autor seine Leser gegebenenfalls zum Aufruf dieser Domains verleitet, ohne zu wissen, welche Inhalte sich dahinter verbergen. Auch können sich die Besitzverhältnisse und Inhalte solcher Domains im Laufe der Zeit ändern.

## Trivia
Es existieren analog zu den Beispieldomains ebenfalls für die Verwendung in Beispielen und Dokumentation reservierte IP-Adressen.